# جروم هیل
جروم هیل (انگلیسی: Jerome Hill; ۲ مارس ۱۹۰۵ – ۲۱ نوامبر ۱۹۷۲) یک کارگردان اهل ایالات متحده آمریکا بود. وی همچنین برای فیلم آلبرت شوایتزر در سال ۱۹۵۷ برنده جایزه اسکار بهترین فیلم مستند شده‌است.